# Carta Autonómica de Puerto Rico

Escudo de Puerto Rico.

La Carta Autonómica de Puerto Rico (1897) fue, junto con la Carta Autonómica de Cuba (1897), el primer Estatuto de Autonomía concedido en España a una de sus provincias, concretamente a la Capitanía General de Puerto Rico. Autorizaba  la formación de un gobierno de carácter autonómico.
Fue otorgada, siendo por cuarta vez Presidente del Consejo de Ministros el liberal Práxedes Mateo Sagasta (1897-99), mediante Real Decreto suscrito el 25 de noviembre de 1897 por la Reina Regente María Cristina de Habsburgo-Lorena en nombre de su hijo, Alfonso XIII de España. Fue publicada en la Gaceta de Madrid el 28 de noviembre de 1897. Su promulgación vino acompañada de establecimiento el sufragio universal masculino en todas las provincias de Ultramar.

## Contenido de la Carta Autonómica
La Carta constaba de 70 artículos divididos en 9 títulos, más 3 artículos adicionales y 2 transitorios.
Se establecía un Parlamento Insular, dividido en una Cámara de Representantes (32 miembros electos cada 5 años; 1 por cada 25 000 habitantes) y un Consejo de Administración (8 electos por mitades cada 5 años y 7 de designación vitalicia) con competencia para regular todos los asuntos locales y potestad en materia de Gracia y Justicia, Gobernación, Hacienda y Fomento. Mientras, las Cortes y el ejecutivo españoles se reservaban los relativos a Estado, Marina y Guerra. Su representante sería un Gobernador General, elegido por el Rey a propuesta de las Cortes, que ejercerá en nombre de la Metrópoli la Autoridad Suprema. La facultad de legislar correspondería a las Cámaras insulares con el Gobernador General.
El gobierno isleño o Despacho estaría conformado por cinco secretarías, responsables ante el Parlamento, las de: Gracia y Justicia, de Hacienda, de Instrucción Pública, de Obras Públicas y Comunicaciones, y de Agricultura, Industria y Comercio. Además, se mantendría la Diputación provincial de Puerto Rico y los municipios, y la isla elegiría 16 diputados y 3 senadores en las Cortes Españolas.
Las cartas de Cuba y Puerto Rico eran los documentos de autogobierno más avanzado de todas las colonias europeas del Caribe, superando las demandas del Partido Autonomista, pudiendo equipararse por completo a la autonomía establecida por el Reino Unido en Canadá en 1867.

## Desarrollo y final de la autonomía
El régimen autonómico entró en vigor el 10 de febrero de 1898, jurando el nuevo gobierno insular ante el gobernador, Manuel Macías Casado. Su presidente era Francisco Mariano Quiñones; el líder de los autonomistas, Luis Muñoz Rivera, se encargaba de Gracia y Justicia; Manuel Fernández Juncos, de Hacienda; Manuel Rossy Calderón, de Instrucción Pública; Juan Hernández López, de Obras Públicas y Comunicaciones; y José Severo Quiñones Caro, de Agricultura, Comercio e Industria.
En marzo-abril de 1898 se procedió a la elección de la Asamblea Legislativa, en la cual obtuvo una amplia mayoría la Unión Liberal Autonomista dirigida por Muñoz Rivera. Sin embargo, el estallido de la guerra hispano-estadounidense en abril provocó que las cámaras apenas pudieran reunirse y el Gabinete no pudiera desarrollar sus funciones. El Parlamento fue inaugurado el 17 de julio, y entró en funciones al día siguiente, quedando interrumpido el día 25 por causa de la invasión estadounidense. Los invasores no llegaron a conquistar la isla antes del armisticio del 13 de agosto, tomando solo 23 de los 78 municipios.
Por el Tratado de París del 10 de diciembre de 1898, el gobierno de España renunció a su soberanía sobre Puerto Rico, cediéndosela a los Estados Unidos, sin que las instituciones isleñas fueran consultadas.

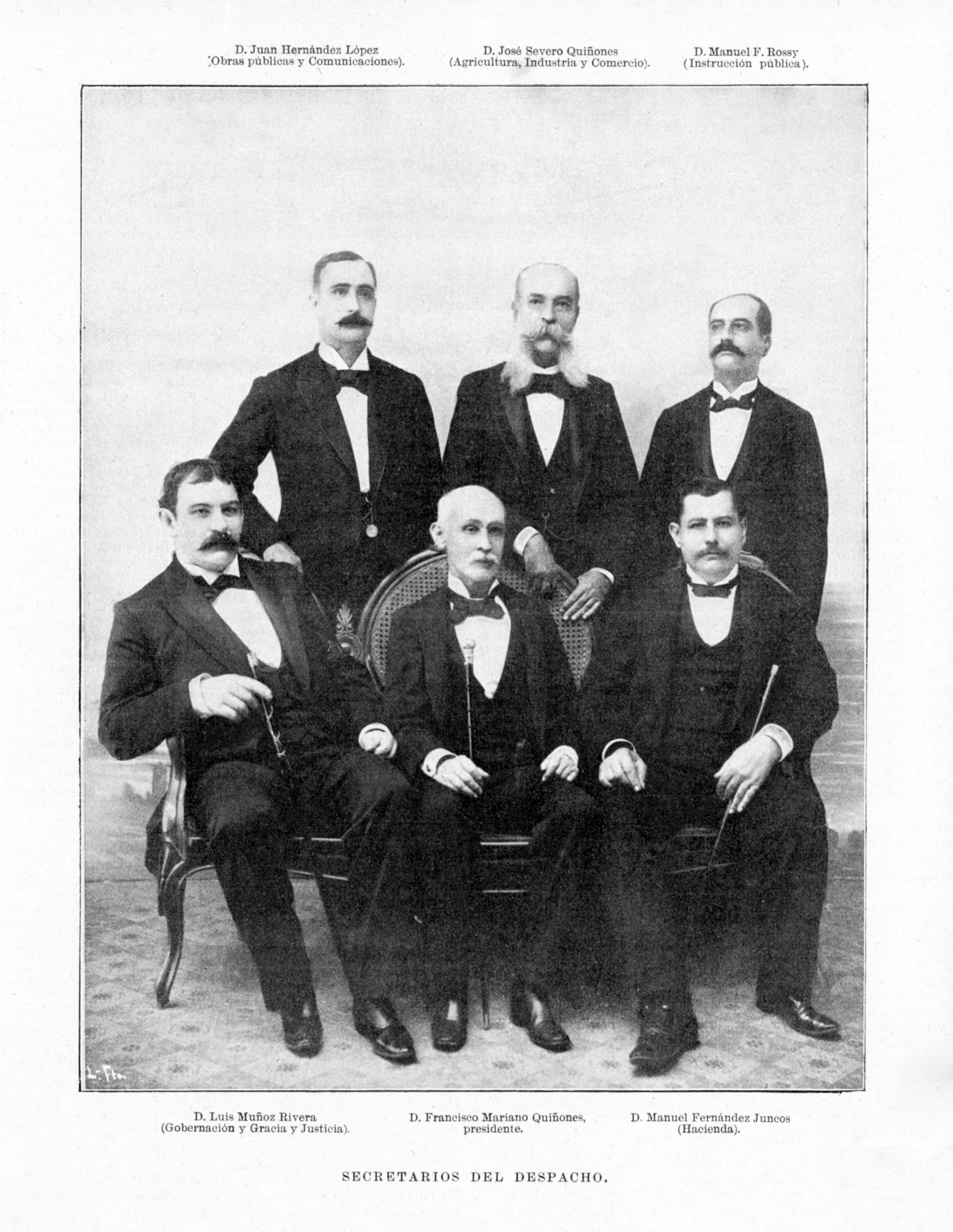
Secretarios del despacho, Gobierno Autonómico de Puerto Rico (1897)

## Resurgimiento del autonomismo
Tras más de un siglo bajo la tutela de los Estados Unidos, la mayoría de la población de Puerto Rico muestra cada vez más inconformidad hacia el estatus político que actualmente rige la isla, el cual frena el crecimiento económico y propicia la perpetuidad de los altos niveles de deuda pública, así como la consiguiente pobreza poblacional. Resultado directo de dicha realidad política es la migración masiva de los jóvenes a los Estados Unidos. 
Además de por las citadas consecuencias, los numerosos casos de corrupción que azotan la vida institucional del territorio y la pasividad norteamericana ante los devastadores efectos causados en la isla por los recurrentes huracanes, han hecho resurgir, desde el año 2012, en algunos sectores de la población puertorriqueña, la idea de la reincorporación a España en forma de comunidad autónoma, con la consiguiente constitución de un parlamento realmente autonómico que garantizara los derechos y libertades de todos sus habitantes, en igualdad de condiciones y en similitud al estatus ultraperiférico del que gozan las Islas Canarias. Según los partidarios de dicho planteamiento, Puerto Rico no solo volvería a formar parte de la nación de la que fue forzosamente separada en 1898, sino que se constituiría también como región ultraperiférica de la Unión Europea, con las –a su juicio– derivadas ventajas socioeconómicas que acarrearía la reincorporación de la isla a España y por ende a Europa. Actualmente, dos de los movimientos reunificacionistas (ambos de carácter anticolonialista e hispanista) más relevantes son Autonomía para Puerto Rico y Movimiento de Reunificación de Puerto Rico con España.

### Enlaces
https://www.lainformacion.com/politica/espana/los-anexionistas-de-puerto-rico-con-espana-se-convertiran-en-partido-politico_kduvLpBvMgiqDK5LJv1oC/
https://elarconte.com/puerto-rico-quiere-volver-a-espana/ Archivado el 9 de agosto de 2019 en Wayback Machine.
https://www.abc.es/espana/abci-queremos-ciudadanos-espanoles-primera-no-estadounidenses-segunda-201804290131_noticia.html
https://www.larazon.es/internacional/queremos-ser-la-18-comunidad-autonoma-de-espana-IG7866813
https://www.publico.es/internacional/queremos-eeuu-devuelva-puerto-rico.html
https://gaceta.es/noticias/puerto-rico-09102015-1329/
https://twitter.com/AdelanteReunif_
http://www.reunificacionistas.org/es/
- Datos: Q18224755